# Alois Düll

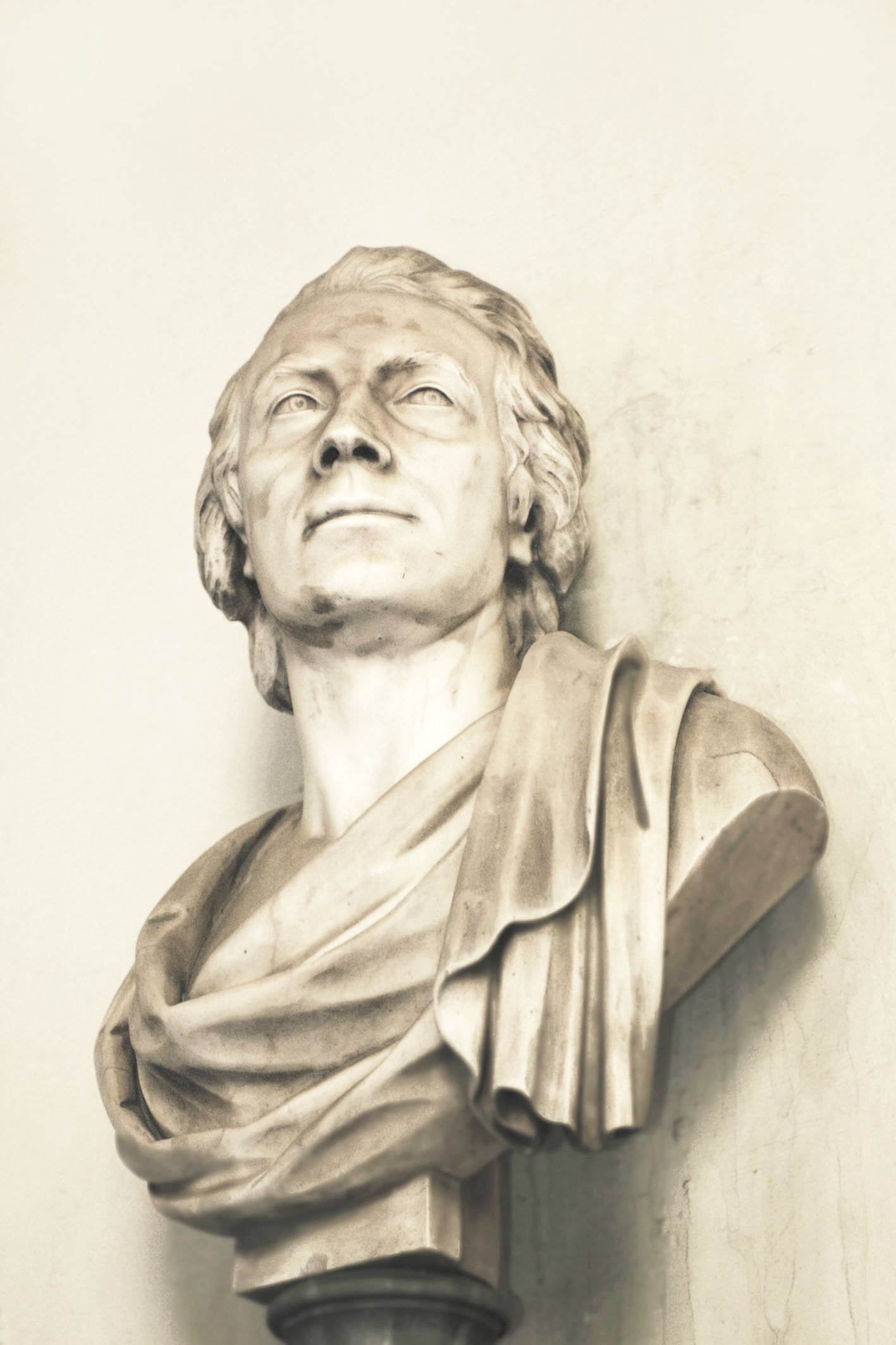
Busto di Joseph von Sonnenfels (1891), all'Università di Vienna.

Alois Franz Xaver Düll (Vienna, 28 giugno 1843 – Vienna, 13 marzo 1900) è stato uno scultore e insegnante austriaco.

## Biografia
Nacque e crebbe nella capitale imperiale. Studiò dapprima all'Accademia delle Belle Arti di Vienna, sotto l'insegnamento di Franz Bauer e Carl Kundmann, e successivamente all'Accademia delle Belle Arti di Dresda, e qui, allievo di Ernst Hähnel. Dopo diversi anni trascorsi tra la Germania e l'Italia, rimpatriò prendendo il ruolo di docente presso una scuola secondaria nel quartiere viennese di Wieden. Dal 1873 al 1879 Düll fu assistente presso la scuola generale di scultura dell'Accademia di Vienna, dove diresse il corso per gli ultimi tre anni, sostituendo Carl Kundmann. Dopo la sua morte, avvenuta nel 1900, Alois Düll fu sepolto nel Cimitero centrale di Vienna.

## Opere
Alois Düll fu un rappresentante della corrente storicista, prevalente nella sua epoca. Realizzò diverse figure poste sulle facciate di numerosi edifici monumentali che vennero innalzati in quel periodo, grazie all'ampliamento della zona della Ringstrasse di Vienna.
- Statua di Maria, sul timpano del tempio antoniano, al civico 10 di piazza Sant'Antonio;
- Figure del portale (ad arco a tutto sesto) dell'Accademia di Belle Arti (1872–1877);
- Zeus e Nettuno, al Palazzo della Borsa (1876), oggi non più esistenti;
- Allegorie delle professioni borghesi, sul Municipio di Vienna (1872–1883)
- Figure allegoriche della teologia, all'Università di Vienna (1873–1884), alla "Balaustra dell'Attica" (Attikabalustrade: statue di rappresentanza con personaggi e/o personificazioni dell'edificio e delle sue funzioni; alla maniera antica);
- Lisippo e Apollo, sulla facciata del Museo di Storia Naturale, un'altra "Balaustra Attica", in Babenbergerstraße (1871–1891);
- Ritratto d'artista, all'interno del Museo di Storia dell'Arte (Sala VI);
- Giasone e Coleo, Noè e Mosè, sul Museo di Storia Naturale, in Bellariastraße;
- Allegorie di Fede e Amore, alla "Casa dell'Espiazione" (1882–1885), oggi distrutta;
- Busto commemorativo di Joseph von Sonnenfels, presso il cortiletto sotto i portici dell'Università (1891);
- Vittoria, presso il Nuovo Castello (Neue Burg), alla piazza degli Eroi (1897);
- Misericordia, al Nuovo Castello, nel "Cortile della Biblioteca";
- Richard Wagner, nel vestibolo della Filarmonica di Vienna (1899);
- Polibio, all'esterno del Palazzo del Parlamento, alla discesa della rampa (Parlamentsrampe) (1899);
- Atena, Demetra e Artemide, sempre al Parlamento, sulla Scalinata Grande (Prunktreppe);